# Wil Huygen
Willibrord Joseph (Wil) Huygen (Amersfoort, 23 juni 1922 – Bilthoven, 14 januari 2009) was een Nederlandse arts (vele jaren huisarts te Nijmegen) en auteur die niet  onverdienstelijk schilderde. 
Hij is echter vooral bekend door zijn teksten in een serie boeken over kabouters, waarvoor Rien Poortvliet de illustraties maakte. Het eerste deel, Leven en werken van de Kabouter (1976), werd een klassieker: in 2012 verscheen de 62e druk. In De oproep der Kabouters (1981), het tweede boek uit de serie, maakt Huygen naast Poortvliet ook zelf deel uit van het verhaal. Beiden verschijnen tevens in beeld middels afbeeldingen in het boek.
Huygen was een broer van prof. dr. F.J.A. Huygen (Utrecht, 6 april 1917 – Lent, 1 november 1998), die hoogleraar huisartsgeneeskunde aan destijds de Katholieke Universiteit Nijmegen was.  
Beide boeken dienden in de jaren tachtig als basis voor een tekenfilmserie, zowel op de Nederlandse als de Belgische televisie uitgezonden.    In de loop der jaren gingen miljoenen exemplaren van Leven en werken van de Kabouter over de toonbank, vertaald in 21 talen. De Engelse vertaling, The Gnomes, stond langer dan een jaar nummer 1 op de bestsellerlijst van The New York Times.
Het derde en laatste deel uit de serie, De wereld van de kabouter (1988), werd juni 2009 uitgebracht, na 21 jaar opslag in een archief. Huygen schreef de 12 verhalen, voor elke maand van het jaar één, bij illustraties van de in 1995 overleden Poortvliet. Huygen schreef ook teksten voor de overige kabouterboeken van Rien Poortvliet.
Andere boeken van Huygens hand, die net als Poortvliet een fervent jager was, zijn Jagersland (1964), De dokter en Diana (1966), Alleen voor jagers (1967), Met een kluitje in het riet (1968), Niet alleen voor jagers (1975, gewijzigde herdruk), Op reeën uit (1983), Op schootsafstand. Verder publiceerde Huygen En buiten lag het paradijs (1970), De geheime nachten van Jochem (1972), Scholletje (1975), Waarnemer gevraagd (1979), Das geheime Buch der Heinzelmännchen: Neues vom Zwergenvolk und ihre Botschaft an die Menschen (1981), Secrets of the gnomes (1982), Flap-uitboek van kabouters en dieren (1983), Flap-uitboek van kabouters en hun families (1983), Het boek van Klaas Vaak en het ABC van de slaap (1988) en Tuin van verlangen (2001), Tussen gaap en slaap (2003), bijna alle geïllustreerd door Rien Poortvliet.   
- Biblioteca Nacional de España: XX1055013
- Bibliothèque nationale de France: cb11908113d (data)
- Catàleg d'autoritats de noms i títols de Catalunya: 981058511619606706
- Digitale Bibliotheek voor de Nederlandse Letteren: huyg029
- Gemeinsame Normdatei: 1020879882
- International Standard Name Identifier: 0000 0001 0895 4974
- Library of Congress Control Number: n80030696
- Nationale Bibliotheek van Letland: 000012913
- Nationale Bibliotheek van Tsjechië: mzk2010602023
- Nationale Bibliotheek van Israël: 987007518820905171
- Nederlandse Thesaurus van Auteursnamen: 069543739
- Système universitaire de documentation: 026929309
- Virtual International Authority File: 46762579
- WorldCat: E39PBJmDhxv9xhmbH3qfmtx7HC